# البوری، هرتفوردشر
البوری، هرتفوردشر (به انگلیسی: Albury) یک روستا و محله مدنی در بریتانیا است که در ایست هرتفوردشر واقع شده‌است. البوری ۵۹۵ نفر جمعیت دارد.